# ピギーバック輸送

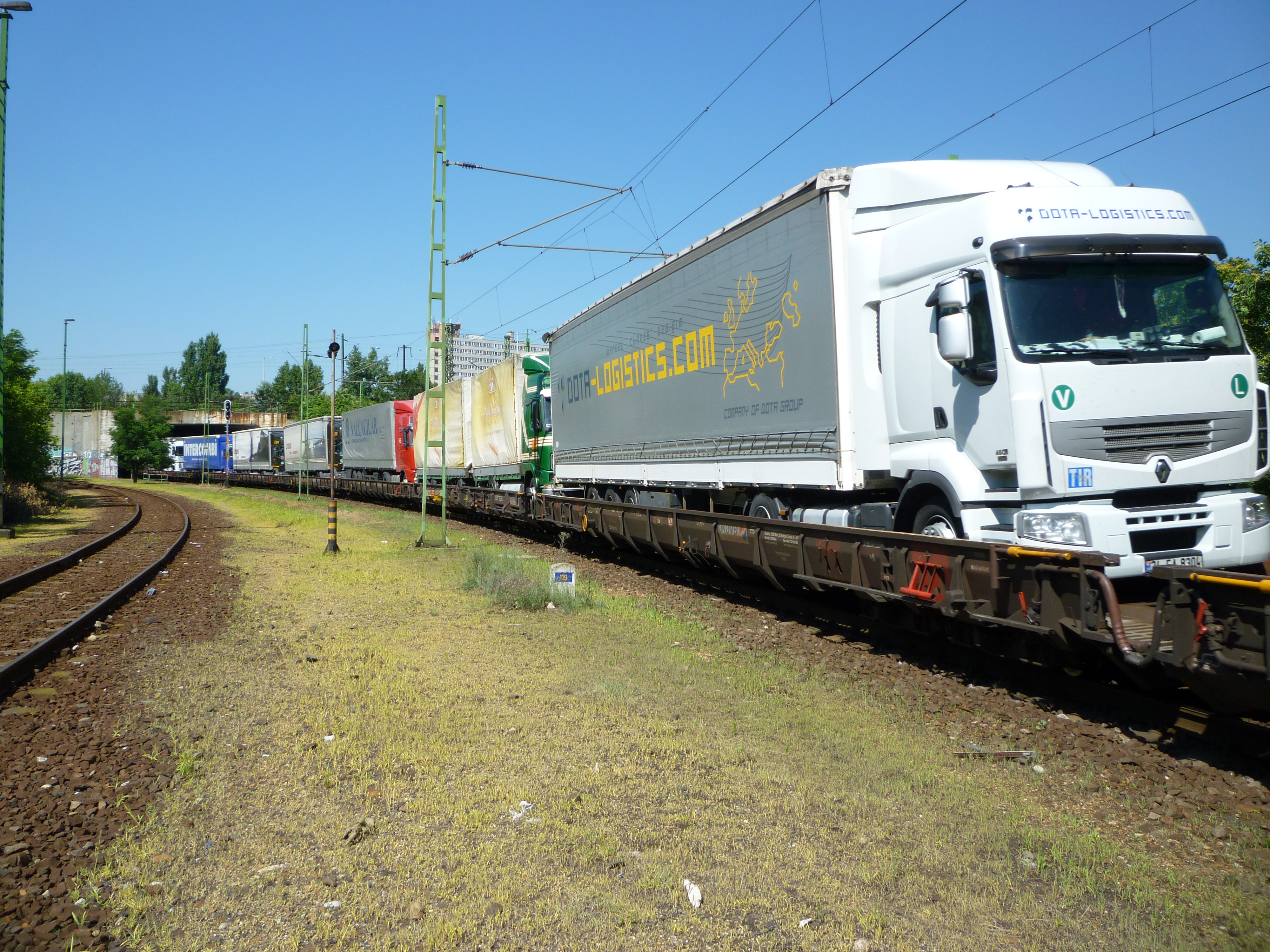
ヨーロッパでのピギーバック車両
トレーラーが貨車に搭載されている

ピギーバック輸送（ピギーバックゆそう：Piggy-Back）とは、鉄道貨物輸送の形態の一つ。貨物を積んだトラックやコンテナを載せたトレーラーを、そのまま専用の貨車（長物車・車運車）に載せて目的地まで輸送する。
車両限界が大きいアメリカではそのままトレーラーを長物車に積載できるが、欧州ではこの方式では限界を超えてしまうので、車輪径を小さくした低床の専用貨車で大型トラックを輸送しており、車両限界が近い日本でもこれに近い方式を検討したことがある。
貨物積載量の点でいえば、トラックの重量まで積まねばならないのでコンテナをトレーラーからコンテナ車に積み替える手段に比べ効率が悪いが、貨物駅側の設備を簡略化できるメリットがあるので状況に応じて使い分けられる。

## 日本におけるピギーバック輸送

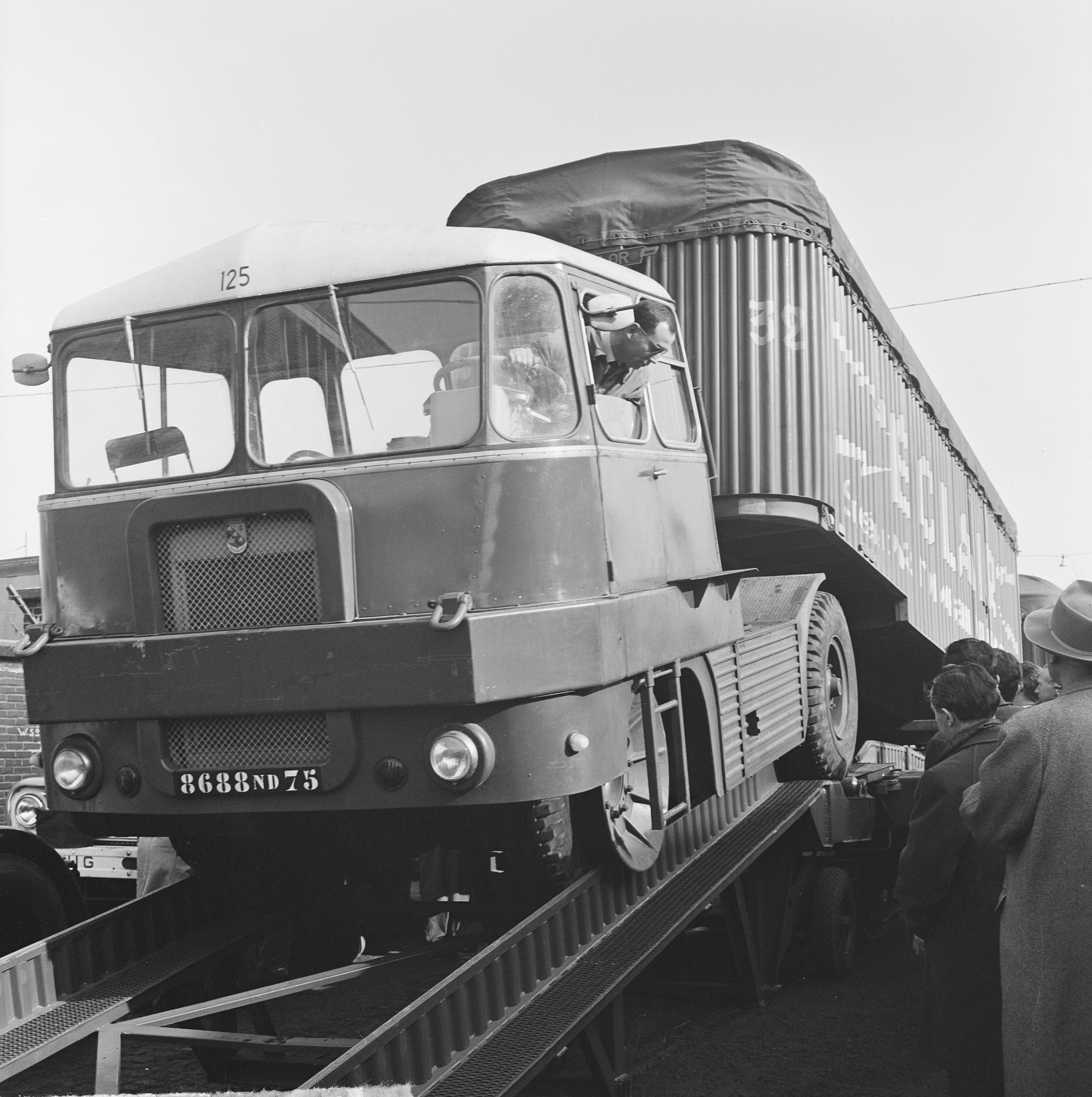
カンガルー式のピギーバック貨車への積み込み

日本における前史的なものとして、1966年（昭和41年）に車運車の扱いでトレーラー（荷台部分のみ）を運搬するクサ9000形が1両試作されたのが日本のピギーバック輸送の始まりになる。同車両はフランスで開発されたカンガルー式というトレーラーの車輪を台枠内に落とし込むことで、トレーラーの屋根を低く抑える方法だった。
ただし、この方式に限ったことではないがピギーバック輸送は積み下ろしが面倒であるという問題があり、この時は同時に検討されていた10 tコンテナ輸送手段の候補（コキ9000形で検討された米国のフレキシバン方式とISO標準コンテナの使用）のうち、ISOの20 ftコンテナが採用されたためこの時は量産されていない。
その後、1983年に低床式大物車に似た外見のチサ9000形が試作され、大型トラックを乗せて運ぶ実用試験も行われたが、技術的に難易度が高いことや費用対効果が悪く実現が困難だったためこの時も見送られ、量産されたのは1986年に開発された「4トントラックピギーバック」という集配に使用される4トントラック2台をコンテナ車に似た（ただし床面を下げるため構造が異なる）専用平床車に搭載する方式であった。
これはモーダルシフトの一環として1986年（昭和61年）11月1日のダイヤ改正にあわせ日本国有鉄道（国鉄）で導入され、1987年（昭和62年）の国鉄分割民営化により日本貨物鉄道（JR貨物）に引き継がれた後もバブル景気にのって順当な発展を遂げた。当時トラック運送業界は深刻なドライバー不足になっていたために、必要ドライバー人数を削減できるピギーバック輸送はトラック運送業界からも大いに喜ばれ、1988年から専用列車（高速車扱列車B）が組まれたほか、専用貨車のクム1000系も大量増備された。
しかし1990年代半ば以降、バブル崩壊に伴う景気低迷によりトラックドライバー数に余剰が生じてきたことでピギーバック輸送の利用は大きく減少し、2000年（平成12年）3月31日限りで廃止された。これ以外に首都圏で1991～1996年に行われていた石油製品積みタンクローリーのピギーバック輸送も、短期間で廃止されている。
米国ではトラクターから切り離したトレーラーを積載することにより効率良い運送方法として広まっているが、日本の場合は集配用4 tトラック（車両限界内に収まるよう荷室屋根を丸くした専用車）を専用貨車にそのまま積載するという形であったため、積載効率の悪さと費用対効果の低さが、廃止につながった。また、鉄道の場合道路に比べて悪天候による運休が多かったことも廃止理由に挙げられる。
ピギーバック専用貨車には、チサ9000形が試作され、クム80000形、クム1000系などが使用された。また、タンクローリーのピギーバック用にクキ900形が試作され、量産車として私有貨車のクキ1000形が製造された。
以上のように日本では1980年代以降にピギーバック輸送が一時的に導入されたが、在来線の規格上、貨車1台に積載できるトラックは4トントラック2台に制限され、その後のバブル経済崩壊で導入理由の一つになっていたトラックドライバー不足が一時的に緩和したこともあり2000年頃までに中止となった。

### その後
トラックを貨車に載せる形態を見直し、デュアルモードトレーラー (DMT : Dual Mode Trailer) ワ100形が開発された。これはトレーラーに鉄道用の台車を履かせることができるもので、線路上では貨車にもなり、公道ではトラクターで牽引できるトレーラーにもなるというものであった。しかし法制上の問題等があり（台車を外すと、鉄道車両としての車両検査をしなければならなかった）、これも試作のみに終わった。
その後JR貨物ではモーダルシフトの形態を見直し、コンテナ中心の体系に改めた。具体的には次のようなものである。
- 着発線荷役方式(E&S方式)を導入した貨物駅の大幅増加
- 海上コンテナ対応を進めた、新型コンテナ貨車の開発（コキ106形・コキ110形・コキ200形）
- 貨物電車の開発と、宅配便会社との提携（M250系電車と佐川急便貸し切り列車の運行）

貨車とトレーラートラックの両方が海上コンテナに対応することにより、コンテナの積み替えだけで済むようになった。このことで、積載効率が向上し、コストも低減した。これらに伴い、大型コンテナ対応のトップリフターが貨物ターミナル駅を中心に大幅に導入された。
結果的に廃止となってしまったものの、モーダルシフトを推進したという点で、ピギーバック輸送が果たした役割は大きいものがあった。

### 私鉄等
黒部峡谷鉄道では道路のない沿線へ車両・重機を貨車に載せての輸送が行われている。大型重機の場合には一旦分解し、数両の貨車で分けて輸送する場合もある。

## 欧州におけるピギーバック輸送

### フランス
フランスでは2007年にベッテンブルク（ルクセンブルク）とル・ブールーの間にピギーバック輸送用鉄道路線が開通し、2012年には大型トラック等5万5000台を輸送した実績がある。
フランスのピギーバック輸送用鉄道路線には他にカレーからル・ブールーに至る路線やリールとバイヨンヌを結ぶ路線がある。

### スイス
ヨーロッパのほぼ中央に位置するスイスでは特に通過交通の比重が高い。そのため1994年にスイス政府は国内通過時に鉄道貨車に大型トラックを積載するピギーバック輸送を行った事業者に奨励金を支給する方針がとられた。
その後の「アルプトランジット計画」による長大・大断面トンネルの建設計画では、完成後、国内を通過するトラックは原則としてピギーバック輸送に切り替える構想が出された。